# ویرجیل بوملها
ویرجیل بوملها (انگلیسی: Virgile Boumelaha؛ زادهٔ ۶ اوت ۱۹۸۳) بازیکن فوتبال اهل الجزایر است.
از باشگاه‌هایی که در آن بازی کرده‌است می‌توان به باشگاه فوتبال هلسینکی، باشگاه فوتبال سوشو، و باشگاه فوتبال بازل اشاره کرد.